# Diana Pereira
Diana Raquel Pereira (Coimbra, 1 de abril de 1983) é uma modelo e empresária portuguesa. Foi a única portuguesa a vencer o Supermodel of the World, concurso de beleza da Ford Models, facto ocorrido em 1997.

## Carreira
Diana nasceu em Coimbra, filha de Filomeno Pereira e de sua esposa, Maria de Lourdes. Aos 14 anos, inscreveu-se para participar das eliminatórias portuguesas do concurso promovido pela Ford Models e vence, acabando por disputar a final mundial, em em Los Angeles, nos Estados Unidos.
Com apenas 14 anos, Diana venceu a final mundial do concurso de beleza Supermodel of the  World 1997, concorrendo com 50 candidatas internacionais. Com a vitória no concurso, começaram os seus trabalhos. Na época do concurso, Diana, apoiada pelos pais, decidiu recusar o prémio de 250 mil euros, que implicava a obrigação de morar durante dois anos em Nova Iorque.
Sobre a vitória, a revista Máxima, de Portugal, publicou:
Ela tinha 14 anos quando os holofotes a iluminaram. Acabava de vencer o concurso Supermodel of the World 
 e era a primeira modelo portuguesa a conseguir um galardão internacional com este prestígio.
Em Portugal, virou imagem da marca Ana Salazar e fez campanhas para as marcas Decenio, Gatto, Oriflame e Tiffosi. Em 2009, foi escolhida pela marca de cosméticos naturais suecos Oriflame para embaixadora da marca em Portugal.
O seu trajeto profissional está marcado como imagem de algumas das marcas nacionais e internacionais de grande prestígio.
Tem uma linha de joias de sucesso, a Eugénio Campos by Diana Pereira, e editou 3 livros infantis: O Carrossel das Cores, O Livro das Vogais e Tiaguinho.
Em 2006, deu os primeiros passos no mundo empresarial com o Bar47, localizado na zona dos Restauradores, em Lisboa. Para essa empreitada, a modelo associou-se a dois amigos de infância e à também modelo e amiga Liliana Aguiar. Mais tarde, o bar mudou de nome para "Tapas Bar 47" e também de localização, para a Rua do Alecrim, também em Lisboa.
Em 2015, estreou-se como coapresentadora do programa Pit Stop, na RTP Internacional.
Em 2016, a Botton, uma marca portuguesa, lançou uma linha de roupa de desporto desenhada por Diana.

## Vida
Chegou a disputar provas de todo-terreno e ralis.
Tem dois filhos: Mel, nascida em 2008, e Noah, nascido a 23 de novembro de 2009 (15 anos)), da sua anterior relação com Tiago Monteiro.

## Filmografia

### Televisão
| Ano  | Título    | Personagem  | Nota                     | Canal             |
| ---- | --------- | ----------- | ------------------------ | ----------------- |
| 2015 | Pit Stop  | Ela Própria | Co-apresentadora         | RTP Internacional |
| 2020 | A Máscara | Pérola      | Ep.1 ao 2, 1.ª temporada | SIC               |